# Piotrowe Pole
Piotrowe Pole – wieś w Polsce położona w województwie mazowieckim, w powiecie radomskim, w gminie Iłża.
Wieś wchodzi w skład sołectwa Koszary
W latach 1975–1998 miejscowość administracyjnie należała do województwa radomskiego.
22 września 1944 do wsi przybyła żandarmeria niemiecka i oddziały ukraińskie na służbie III Rzeszy. Hitlerowcy okrążyli wieś i wypędziła mężczyzn z domów. 17 z nich zostało następnie zamordowanych koło wsi Rybiczyzna a 7 Niemcy wywieźli na roboty przymusowe.
1 października 1944 w pobliżu wsi należący do AK partyzancki oddział „Potoka” został otoczony i rozbity przez przeważające siły niemieckie. 
Przez wieś przechodzi  żółty szlak turystyczny ze Starachowic do Iłży.